# Francesco Converti
Francesco Converti (Amendolara, 22 maggio 1818 – Reggio Calabria, 1º maggio 1888) è stato un arcivescovo cattolico italiano.

## Biografia
Figlio di Leonardo ed Elena Cataldi, nasce ad Amendolara, in provincia di Cosenza, e si unisce all'Ordine dei frati minori il 4 ottobre 1840. Nel 1842 viene ordinato sacerdote. Nel maggio del 1872, dopo trent'anni di sacerdozio, viene nominato arcivescovo di Reggio Calabria da papa Pio IX e consacrato dal cardinale Carlo Sacconi. Si dimette dall'incarico nel marzo del 1888 e riceve la sede arcivescovile titolare di Eraclea di Europa. Muore poco dopo, il 1º maggio 1888, a Reggio Calabria.
La sua tomba è situata nella prima cappella funeraria della navata laterale destra della cattedrale di Reggio Calabria.

## Pubblicazioni
- Padre Fortunato Securi Cappuccino (a cura di), In occasione della venuta del novello pastore in Reggio di Calabria monsignor fr. Francesco Converti de' Minori Osservanti: versi, Reggio Calabria, Stamperia Siclari, 1872.
- Istruzione pastorale per la Quaresima del 1874, Reggio Calabria, Stamperia Siclari, 1874.
- Lettera pastorale per la Quaresima del 1875, Reggio Calabria, Stamperia Siclari, 1875.
- Lettera pastorale del 1882, Reggio Calabria, Siclari, 1882.
- Lettera pastorale del 1887, Reggio Calabria, Siclari, 1887.

## Genealogia episcopale e successione apostolica
La genealogia episcopale è:
- Cardinale Scipione Rebiba
- Cardinale Giulio Antonio Santori
- Cardinale Girolamo Bernerio, O.P.
- Arcivescovo Galeazzo Sanvitale
- Cardinale Ludovico Ludovisi
- Cardinale Luigi Caetani
- Cardinale Ulderico Carpegna

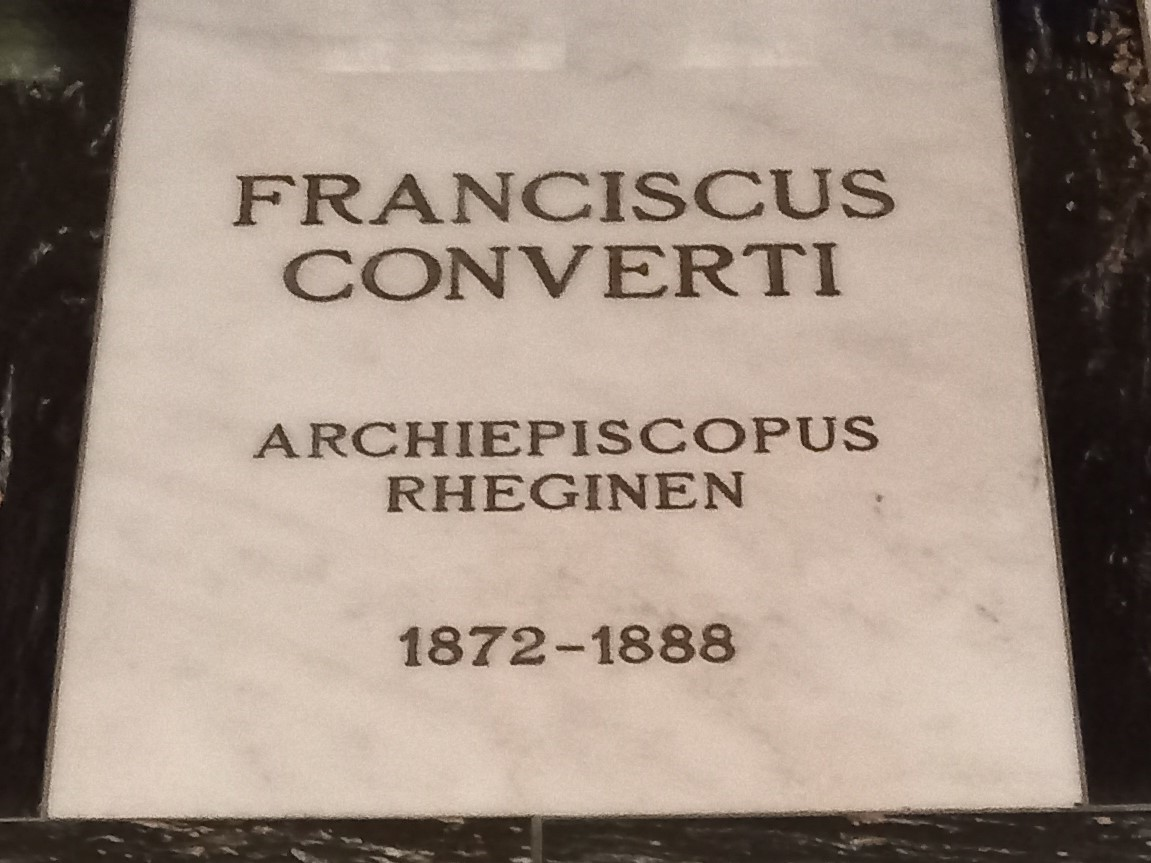
Sepolcro di Francesco Converti nel duomo di Reggio Calabria

- Cardinale Paluzzo Paluzzi Altieri degli Albertoni
- Papa Benedetto XIII
- Papa Benedetto XIV
- Papa Clemente XIII
- Cardinale Bernardino Giraud
- Cardinale Alessandro Mattei
- Cardinale Pietro Francesco Galleffi
- Cardinale Giacomo Filippo Fransoni
- Cardinale Carlo Sacconi
- Arcivescovo Francesco Converti, O.F.M.Obs.

La successione apostolica è:
- Arcivescovo Carmelo Scicluna (1875)